# Didemnum papillatum
Didemnum papillatum is een zakpijpensoort uit de familie van de Didemnidae. De wetenschappelijke naam van de soort is voor het eerst geldig gepubliceerd in 1974 door Romanov.